# Tazlina-Gletscher
Der Tazlina-Gletscher ist ein Gletscher im US-Bundesstaat Alaska an der Nordflanke der Chugach Mountains.

## Geografie
Der 38 km lange Talgletscher hat sein Nährgebiet auf einer Höhe von 1500 m in den Chugach Mountains 35 km nordnordwestlich von Valdez. Der im Mittel 3,6 km breite Gletscher strömt in nördlicher Richtung. Unterhalb der Gletscherzunge befindet sich der 34 km lange Gletscherrandsee Tazlina Lake, der über den Tazlina River und Copper River entwässert wird.